# Alosterna scapularis
Alosterna scapularis là một loài bọ cánh cứng trong họ Cerambycidae.